# Fritz Eller

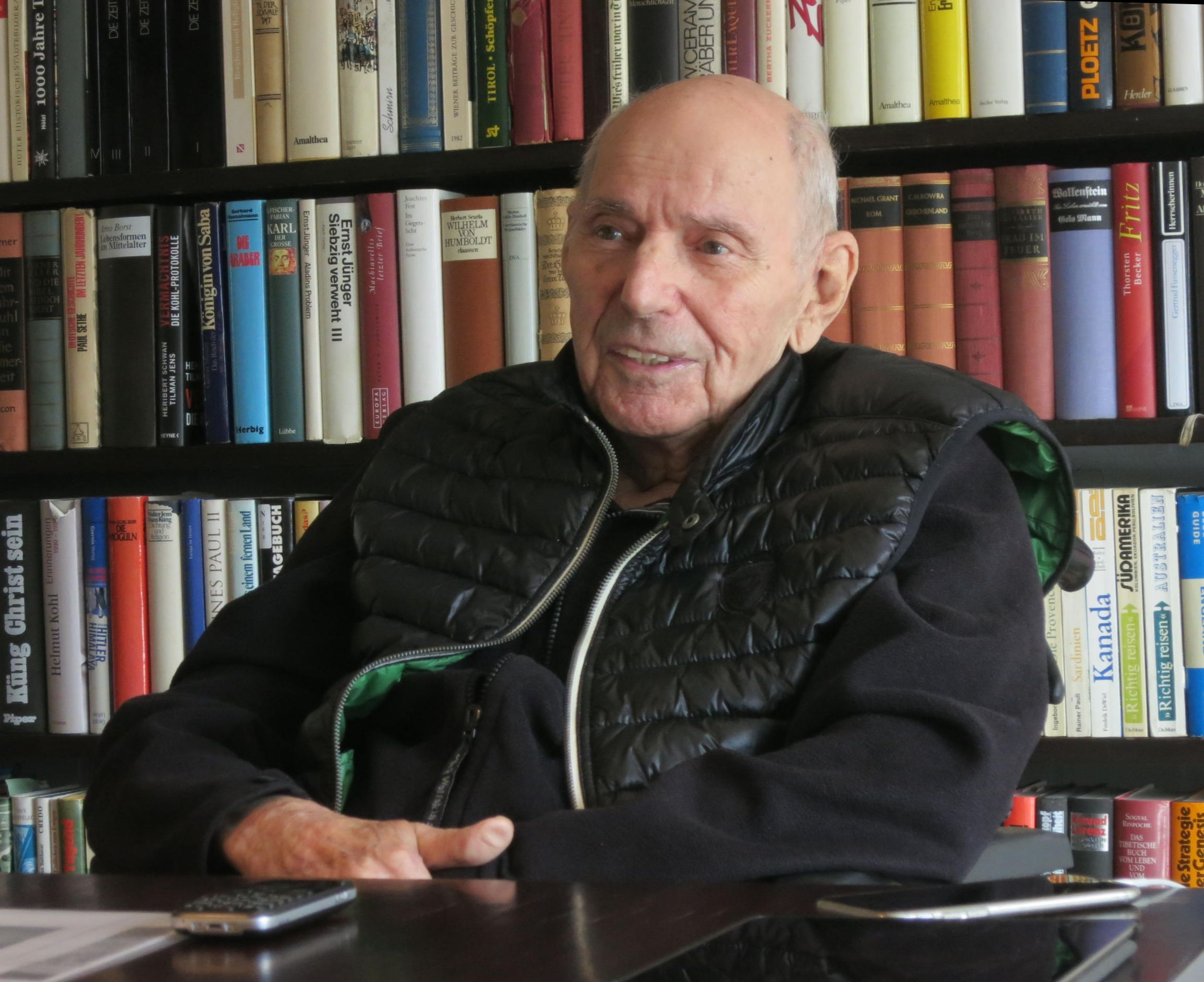
Fritz Eller (2018)

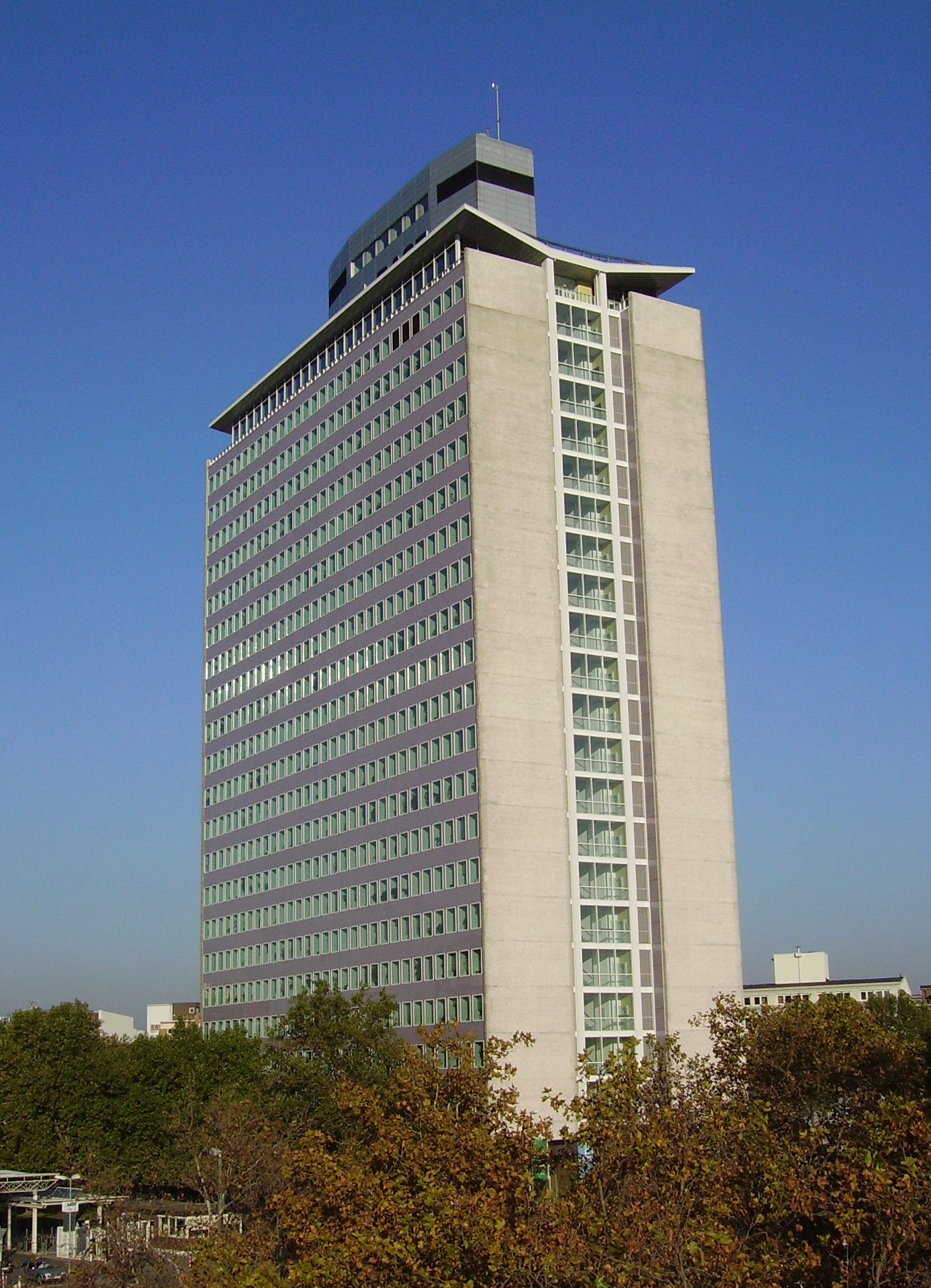
Friedrich-Engelhorn-Hochhaus der BASF in Ludwigshafen, geplant 1953, gebaut 1954–1957 (Foto: 2005)

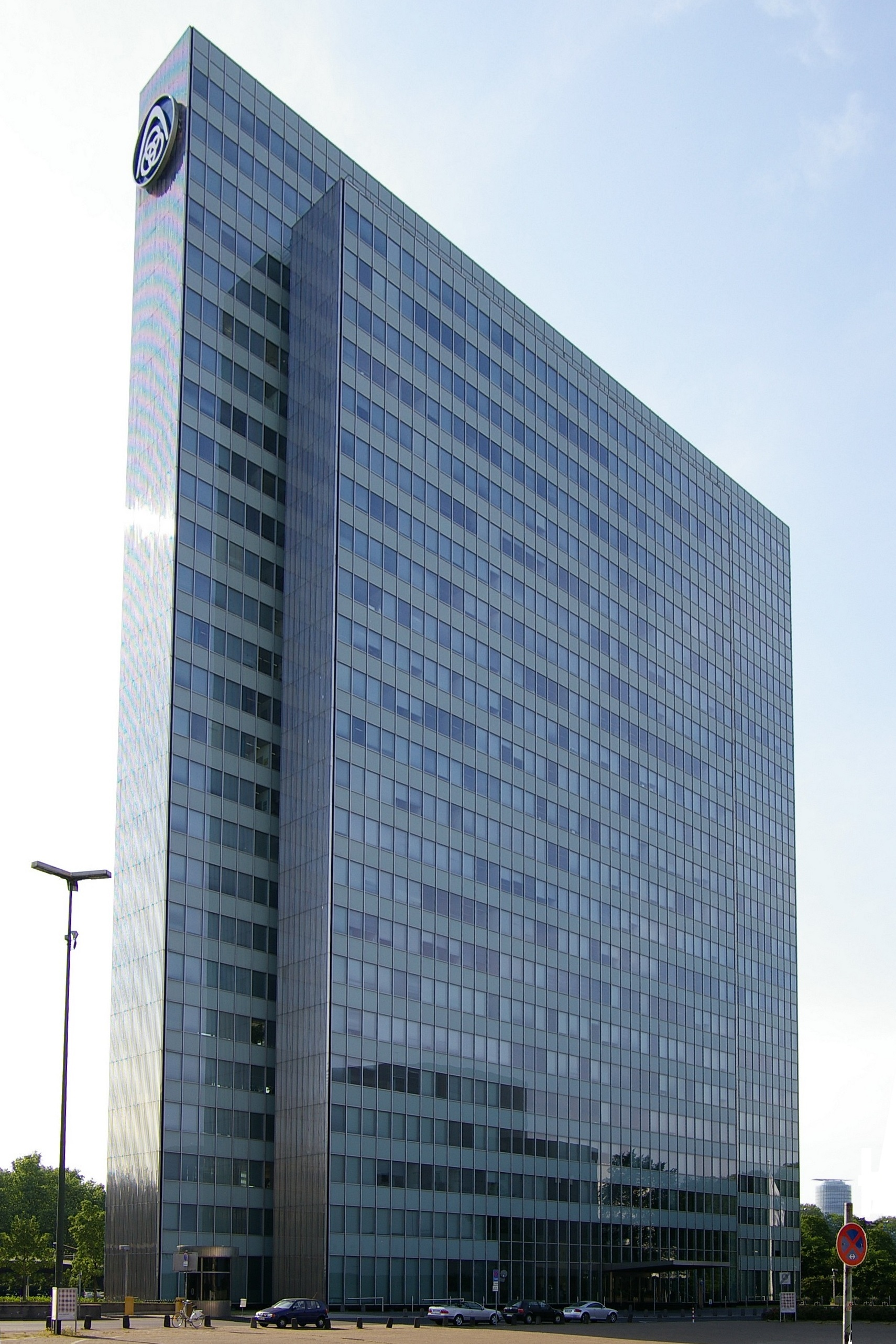
Dreischeibenhaus der Thyssen AG in Düsseldorf, geplant 1955, gebaut 1957–1960 (Foto: 2008)

Fritz Eller (* 28. Februar 1927 in Schwaz, Österreich; † 31. Mai 2018 in Aachen) war ein deutsch-österreichischer Architekt und Architekturprofessor der RWTH Aachen. Unter dem Dach des Düsseldorfer Architekturbüros Hentrich & Petschnigg war er maßgeblich beteiligt am Entwurf großer Hochhausprojekte der Bundesrepublik (Friedrich-Engelhorn-Hochhaus der BASF in Ludwigshafen, Dreischeibenhaus in Düsseldorf, Unilever-Haus in Hamburg u. a.).  Zu den bekanntesten Projekten seines 1964 gegründeten Büros Eller Moser Walter (EMW) gehören Bereiche der Ruhr-Universität Bochum und das Landtagsgebäude Nordrhein-Westfalen.

## Studium und Teilnahme am CIAM-Kongress
Eller besuchte die Oberrealschule in Innsbruck und legte im Jahr 1947 die Matura ab. Von 1949 bis 1953 studierte er Architektur an der Technischen Hochschule Graz. Während des Studiums lernte er Robert Walter und Erich Moser kennen, mit denen ihn nachfolgend eine Jahrzehnte währende berufliche Partnerschaft verband. Nach dem Architekturdiplom wurde er im Sommer 1953 mit Walter und Moser als österreichische Junior-Delegierte zum 9. Congrès Internationaux d’Architecture Moderne (CIAM) in Aix-en-Provence entsandt. Dort kamen sie in Kontakt mit bedeutenden Architekten der Moderne wie Le Corbusier und folgten seiner Einladung zur Besichtigung der Unité d’Habitation in Marseille.

## Zusammenarbeit mit Hentrich & Petschnigg
Fritz Eller und Robert Walter übersiedelten nach Düsseldorf  und arbeiteten seit 1953 als freie Architekten im Architekturbüro Hentrich & Heuser (seit Jahresende 1953 Büro Hentrich & Petschnigg). Dort übernahmen sie die Bauleitung beim Wiederaufbau des kriegsbeschädigten Schlosses Jägerhof in Düsseldorf-Pempelfort. Gleichzeitig war Eller am Wettbewerbsentwurf für das BASF-Hochhaus in Ludwigshafen beteiligt. Der Entwurf wurde mit dem ersten Preis ausgezeichnet und realisiert (gebaut 1954 bis 1957). Das Friedrich-Engelhorn-Hochhaus war eines der ersten Hochhäuser mit Stahlbetonkonstruktion und leichter Vorhangfassade und bis 1963 das höchste Gebäude in Deutschland.
Gemeinsam mit den Seniorpartnern des Architekturbüros und dem inzwischen ebenfalls nach Düsseldorf gekommenen Erich Moser bearbeiteten Eller und Walter den Wettbewerb für das Hochhaus der Phönix Rheinrohr (später Thyssen-Hochhaus bzw. Dreischeibenhaus). 1955 folgte der Auftrag für das Düsseldorfer Dreischeibenhaus, das 1960 fertiggestellt wurde.
Eller war im Büro Hentrich & Petschnigg außerdem maßgeblich an zahlreichen weiteren Projekten beteiligt u. a.: Hauptverwaltung der Hüttenwerke in Rheinhausen (Bau 1956–57); Laborgebäude der Anwendungstechnik AWETA der BASF in Ludwigshafen (gebaut 1960–1963); Unilever-Hochhaus in Hamburg (Bau 1961–1964, heute unter dem Namen Emporio-Hochhaus); Bayer-Hochhaus W 1 in Leverkusen (Bau 1959–1961).

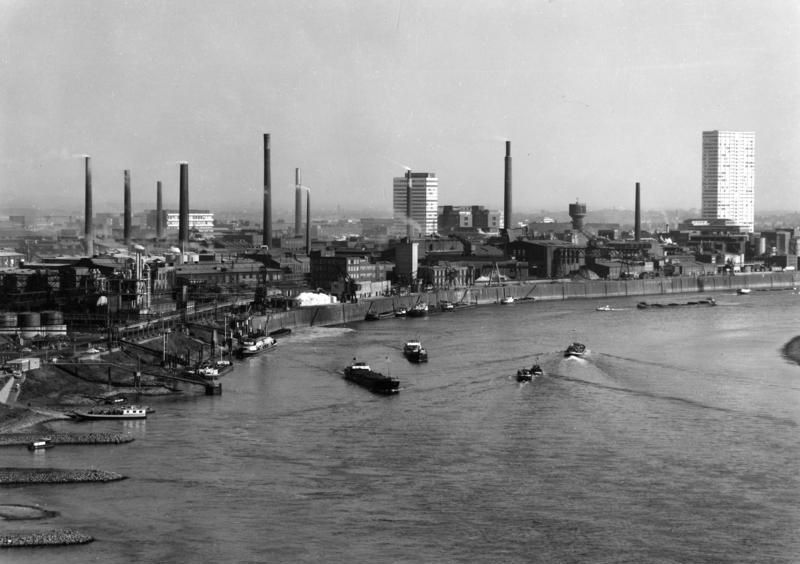
Bayer-Hochhaus (rechts im Bild) gebaut 1959–1961

1959 wurde Eller Partner der neu benannten Arbeitsgemeinschaft Architekten BDA Hentrich, Petschnigg, Eller, Moser, Walter, Köllges, Stutz, Rüping. Unter Ellers Mitwirkung gelangen der Arbeitsgemeinschaft auch in den nächsten Jahren weitere Wettbewerbserfolge, darunter die Oberfinanzdirektion Münster (um 1960), das Europa Center Berlin (frühe 1960er Jahre) und am internationalen Ideenwettbewerb Ruhruniversität Bochum (1. Preis im Wettbewerb 1961).
Eller wurde 1962 Nachfolger von Hans Mehrtens auf dem Lehrstuhl für Entwerfen von Hoch- und Industriebauten an der Technischen Hochschule Aachen und hatte diese Position bis zur Emeritierung 1992 inne. Er übernahm die Leitung des Instituts für Schulbau und forschte zur baulichen Modernisierung des Schul- und Hochschulwesens im Zuge der Bildungsreform in Nordrhein-Westfalen.
Ende 1963 verließen Eller, Walter und Moser die bisherige Arbeitsgemeinschaft mit Hentrich und Petschnigg.

## Architekturbüro Eller Moser Walter (EMW)

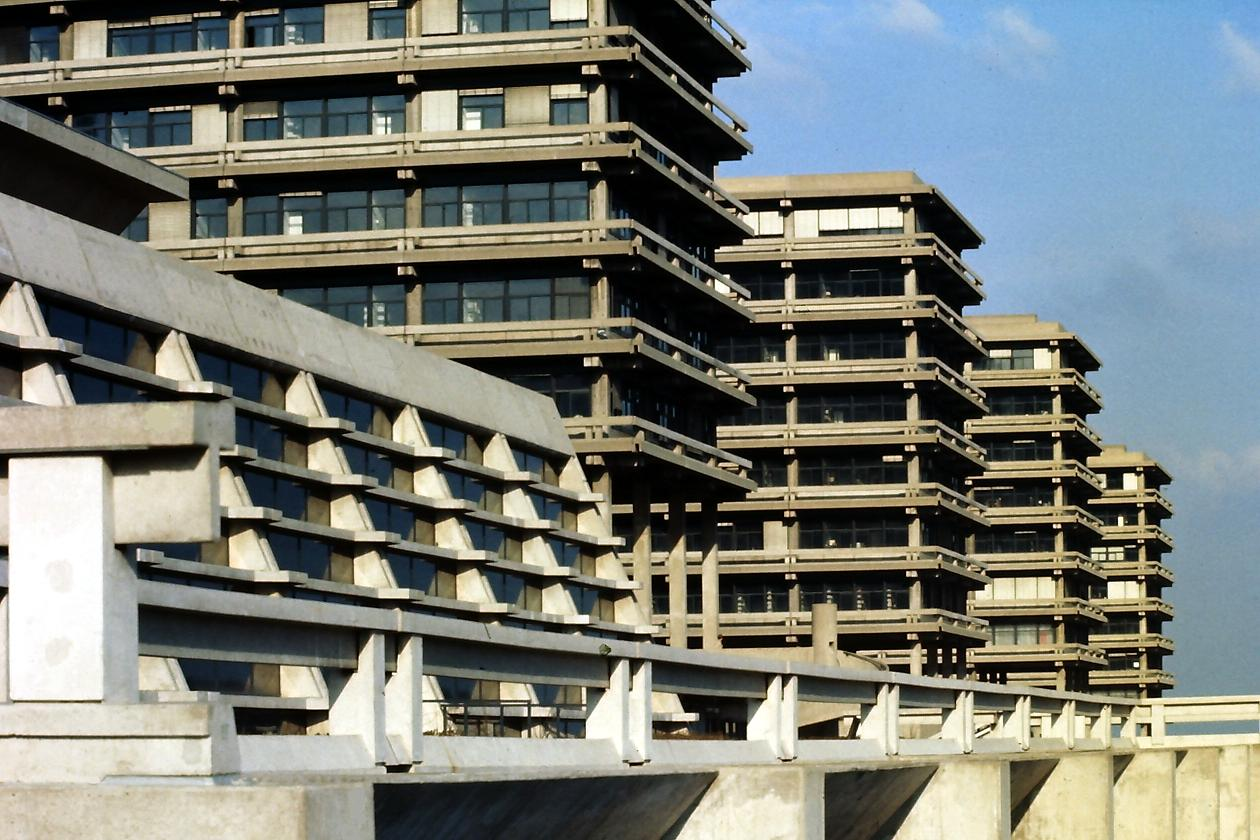
Ruhruniversität Bochum, städtebaul. Wettbewerb 1961, Bau der Naturwissenschaftlichen Institutsgebäude 1964–1972

Im Jahr 1964 gründeten die drei Architekten das Architekturbüro Eller Moser Walter (EMW) in Düsseldorf mit weiteren Niederlassungen in Aachen und Bochum. Ihr erstes großes Projekt ging aus dem gewonnenen Wettbewerb für die Ruhruniversität Bochum hervor, für die sie mehrere naturwissenschaftliche Institutsgebäude und das Hörsaalzentrum Ost errichteten (1964–1972).
Das Büro EMW beteiligte sich an zahlreichen Wettbewerben. Zu ihren Projekten im Bereich des Bildungswesens gehörten das Progymnasium Mechernich (1964), die Universität Bremen (1968), die Universität Dortmund (1969), das Verfügungszentrum der RWTH Aachen (1971), die Gesamtschule Bochum (Fertigstellung 1974), die Pädagogische Hochschule Siegen (frühe 1970er Jahre), das Schulzentrum Jülich (Fertigstellung 1977), das Verfügungszentrum der Universität Oldenburg (um 1974), die Hallenbauten Physik- und Maschinenwesen der RWTH Aachen (Ende 1970er Jahre), die Universität Oldenburg mit Zentralbereich, Bibliothek, Mensa und Sportstätten (frühe 1980er Jahre) sowie die Gesamthochschule Duisburg (1980er Jahre).
Weitere Projekte des Büros EMW waren die Wohnbebauung Hochdahl-Kocksheide bei Düsseldorf (1966/67), das Rathaus Büttgen (1968), das Kloster Schönstatt (1. Preis im Wettbewerb 1968), Verkaufsabteilung Bayer AG (1. Preis im Wettbewerb 1972), das Kasino der Bayer AG (1. Preis im Wettbewerb 1974), das Verwaltungsgebäude der Gödecke AG in Freiburg (1. Preis im Wettbewerb 1970er Jahre), die Hauptverwaltung Mannesmann - Röhren AG in Lintorf bei Düsseldorf (1. Preis im Wettbewerb 1976), das Verwaltungsgebäude UHDE in Dortmund (1. Preis im Wettbewerb 1980), das Belegschaftsgebäude EBV in Ahlen (1. Preis im Wettbewerb 1981), die Hauptverwaltung SMS Schloemann-Siemag AG in Düsseldorf (1. Preis im Wettbewerb 1982, Fertigstellung 1984), das Bundesministerium für Verkehr in Bonn (Mitte der 1980er Jahre), die Kfz-Unterhaltungsanlagen der Deutschen Bundespost in Essen (1980er Jahre), die Haniel-Akademie mit Gästehaus in Duisburg (1. Preis im Wettbewerb 1990 und Realisierung), das Finanzamt Bergheim (1. Preis im Wettbewerb 1990), die Handwerkskammer Düsseldorf (1990) und andere.

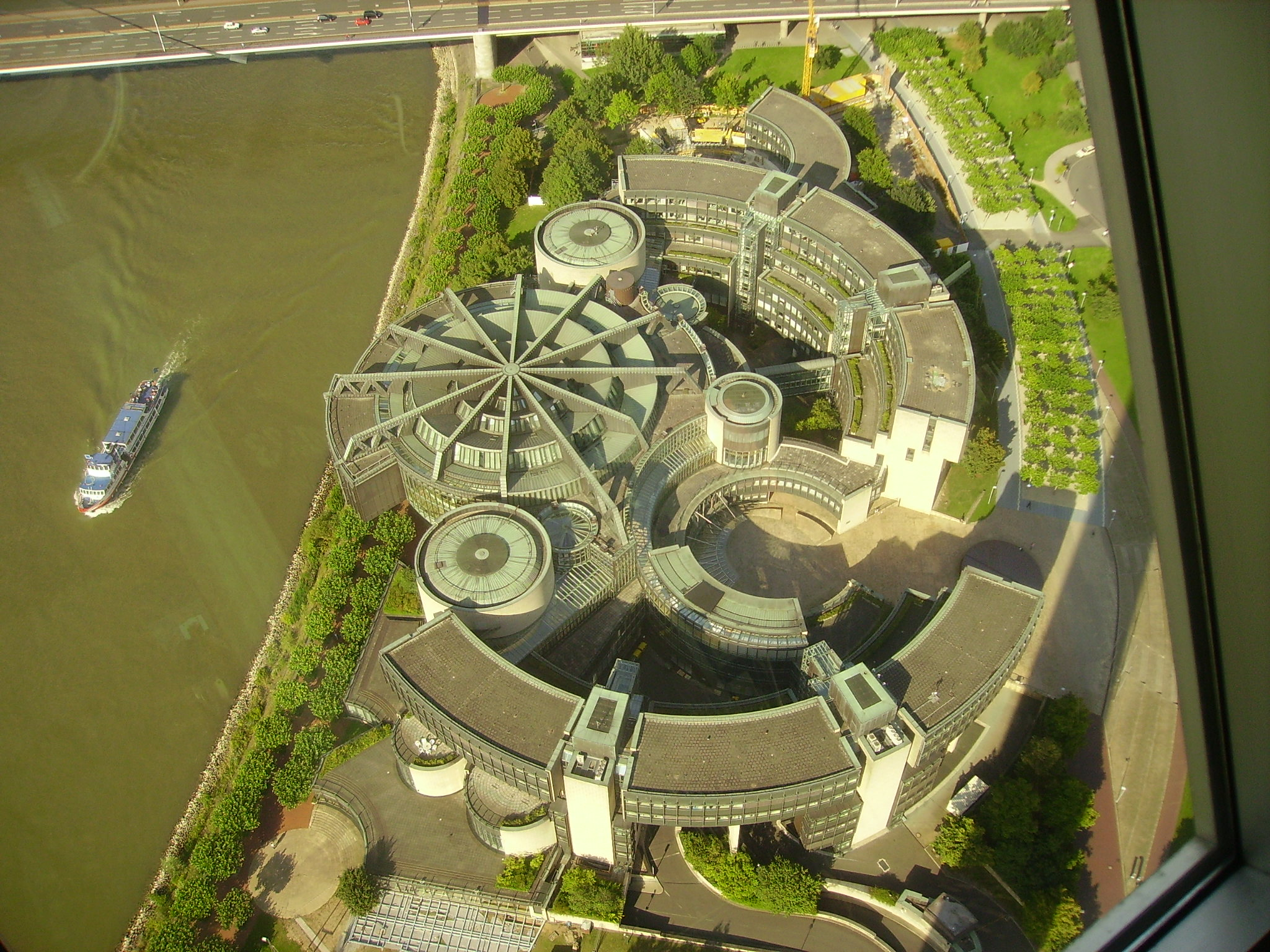
Landtag Düsseldorf, Wettbewerb 1979, gebaut 1980–1988

Eller selbst bezeichnete das Landtagsgebäude Nordrhein-Westfalen in Düsseldorf als Hauptwerk des Architekturbüros EMW. Es wurde bis 1988 errichtet und war der erste Neubau eines Parlamentsgebäudes in der Bundesrepublik Deutschland.

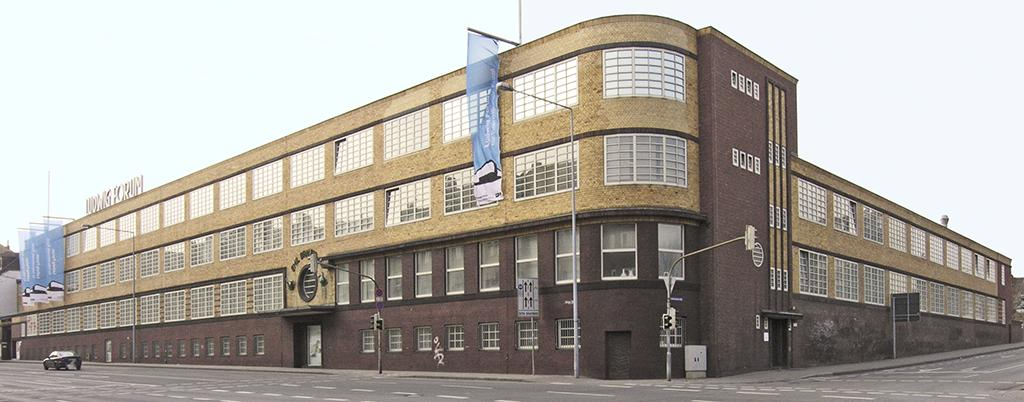
Ludwig Forum für internationale Kunst in Aachen, Umbau einer ehem. Fabrik zum Museum 1988–1991

Außerdem war Eller auch mit zahlreichen Umbaumaßnahmen betraut wie u. a. Schirmfabrik Brauer zum Ludwig Forum für internationale Kunst in Aachen (1988–1991) und der Umbau des ehemaligen Zollamtsgebäudes im Kölner Rheinauhafen zum Imhoff-Schokoladenmuseum (1990–1993).
1994 wurde Eller zum Mitglied des Aufsichtsrates der Bundesbaugesellschaft Berlin für die neuen Regierungsbauten in Berlin berufen.
1997 schieden Fritz Eller und Robert Walter als Seniorpartner aus dem Büro aus, waren aber weiterhin als Beirat tätig. Unter dem Namen Eller + Eller wurde das Büro von den Söhnen Philipp Eller, Erasmus Eller und Marc Eller weitergeführt. Seit 2003 wird es von Erasmus Eller als alleinigem Geschäftsführer geleitet.
Eller war verheiratet und hatte vier Kinder. Er starb am 31. Mai 2018 im Alter von 91 Jahren und fand seine letzte Ruhestätte auf dem Aachener Westfriedhof.

## Ehrungen
Eller wurde am 4. Juni 1993 mit dem Verdienstorden des Landes Nordrhein-Westfalen ausgezeichnet. Im Jahr 2002 wurde ihm das Verdienstkreuz 1. Klasse der Bundesrepublik Deutschland verliehen.